# Polyalthia hypogaea
Polyalthia hypogaea este o specie de plante din genul Polyalthia, familia Annonaceae, descrisă de George King. A fost clasificată de IUCN ca specie cu risc scăzut. Conform Catalogue of Life specia Polyalthia hypogaea nu are subspecii cunoscute.